# Mark Ishii
Mark Ishii (石井マーク Ishii Mark?, prefectura de Chiba, Japón, 21 de noviembre de 1991) es un seiyū japonés-filipino. Trabaja con la compañía japonesa "Space Craft Entertainment". Se casó con la Seiyū japonesa Atsuko Enomoto el 7 de marzo de 2016.